# Ute Lemper
Ute Lemper (Münster, 4 de julio de 1963) es una cantante y actriz alemana. Ha interpretado numerosos papeles en musicales, entre los que destacan Cabaret, en su producción francesa, por la que ganó en 1987, el Premio Molière a la mejor actriz revelación y Chicago en Londres y Nueva York, por el que ganó en 1998 Premio Laurence Olivier en la categoría de mejor actriz de musical. También es reconocida su interpretación de la obra del compositor Kurt Weill.

## Biografía
Nació en Münster, Alemania, el 4 de julio de 1963, hija de un banquero y una cantante de ópera.
Estudió piano, canto y ballet en la Academia de Danza de Colonia, y teatro clásico en el prestigioso Seminario Max Reinhardt de Viena. Más tarde pasó dos años en el Staatstheater de Stuttgart, donde representó obras de Fassbinder y Chéjov, entre otros.
Empezó a cantar muy joven en bares de jazz y formó parte de un grupo punk llamado The Panama Drive Band. En 1983, Andrew Lloyd Weber le ofreció un papel en la producción vienesa del musical Cats, donde alternó varios papeles. 
En 1985 protagonizó la comedia musical Peter Pan en Berlín y posteriormente hizo el papel de Sally Bowles en la producción francesa de Cabaret, dirigida por Jérôme Savary, y que le valdría el premio Molière a la mejor actriz. De esta época data también su intervención, en el papel de Lola, en la obra El Ángel Azul, que cosechó malas críticas en Alemania y tras la cual se marchó a vivir a Nueva York.
Maurice Béjart compuso para ella el ballet La Morte Subite, estrenado en París en 1990; también participó en el montaje de Pina Bausch Kurt Weill Revue.
En 1990 también participó junto con Roger Waters del concierto "The Wall Live in Berlin", realizado tras la caída del muro de Berlín, en donde interpretó "The Thin Ice".
Posteriormente hizo diversas apariciones en varias películas, en papeles más o menos relevantes, pero la faceta por la que más se la conoce es la de cantante. Brilla especialmente en el repertorio alemán de entreguerras. Son famosas sus interpretaciones de composiciones de Kurt Weill, así como de otras que interpretaron en su día Marlene Dietrich, Édith Piaf y especialmente la gran Lotte Lenya, musa inspiradora de Weill.
Artista ecléctica e inquieta (además de cantar e interpretar ha realizado varias exposiciones de pintura, de estilo neo-expresionista), ha colaborado con numerosos cantantes y compositores estadounidenses y europeos, entre los que destacan Michael Nyman (con quien hizo el disco Songbook), Tom Waits, Scott Walker, Elvis Costello, Philip Glass o Nick Cave.
Actualmente reside en Nueva York con sus hijos Max (1994) y Stella (1996), fruto de su relación con el actor estadounidense David Tabatsky.

## Discografía
- Cats (grabación original alemana, 1983)
- Singt Kurt Weill (1986)
- Life is a Cabaret (1987)
- Crimes of the Heart (1989)
- Die Dreigroschenoper (1990)
- The Seven Deadly Sins (1990)
- Songbook (con Michael Nyman, 1991)
- Live - Ihre Grossen Tournee-Erfolge (grabación en vivo, 1991)
- Illusions (1992)
- Ute Lemper sings Kurt Weill (vol. 2, 1993)
- Espace Indécent (1993)
- Portrait of Ute Lemper (1995)
- City of Strangers (1995)
- Berlin Cabaret Songs (versión en inglés y alemán, 1996)
- Nuits Étranges (1997)
- All That Jazz (The best of Ute Lemper) (1998)
- Chicago (producción de Londres, 1998)
- Punishing Kiss (2000)
- But One Day... (2002)
- Blood & Feathers: Live from the Café Carlyle(2005)
- Between Yesterday and Tomorrow (2008)
- Paris Days, Berlin Nights (2012)

- Forever: The Love Poems of Pablo Neruda (2013)
- The 9 Secrets (Based on texts from Paulo Coelho's book "Manuscript Found in Accra") (2015)

## Enlaces
- Página web oficial de la artista

- Datos: Q60659
- Multimedia: Ute Lemper / Q60659